# Dries van der Lof
Andries van der Lof (Emmen, 23 de agosto de 1919 – Enschede, 24 de maio de 1990) foi um automobilista neerlandês, que participou do GP da Holanda de 1952 de Fórmula 1.

## Fórmula 1[1]
(legenda) 
| Ano  | Nome Oficial da Equipe | Chassis | Motor      | 1   | 2   | 3   | 4   | 5   | 6   | 7        | 8   | Pontos | Posição |
| ---- | ---------------------- | ------- | ---------- | --- | --- | --- | --- | --- | --- | -------- | --- | ------ | ------- |
| 1952 | HW Motors              | HWM 52  | Alta F2 L4 | SUI | 500 | BEL | FRA | GBR | ALE | HOL NC D | ITA | 0      | NC      |